# Ауде-Віллем
Ауде-Віллем (нід. Oude Willem) — селище в нідерландській провінції Дренте. Входить до муніципалітету Вестервелд. Частина селища розташована на території муніципалітету Остстеллінгверф.